# Kategoria e Parë 2010-11
A  Kategoria e Parë 2010-11 é o torneio do segundo nível do futebol albanês que começou no dia 11 de Setembro de 2010.

## Equipes
| Time                  | Localização | Estádio                  | Capacidade |
| --------------------- | ----------- | ------------------------ | ---------- |
| Ada Velipojë          | Velipojë    | Fusha Sportive Adriatik  | 1.000      |
| Apolonia Fier         | Fier        | Stadiumi Loni Papuçiu    | 6.800      |
| Besëlidhja Lezhë      | Lezhë       | Stadiumi Brian Filipi    | 7.000      |
| Bilisht Sporti        | Bilisht     | Fusha Sportive Bilisht   | 3.000      |
| Burreli               | Burreli     | Stadiumi Liri Ballabani  | 6.500      |
| Gramozi Ersekë        | Ersekë      | Fusha Sportive Ersekë    | 4.000      |
| Gramshi               | Gramshi     | Fusha Sportive Gramshi   | 4.000      |
| Kamza                 | Kamëz       | Stadiumi Kamza           | 500        |
| Luftëtari Gjirokastër | Gjirokastër | Stadium Gjirokastra      | 8.400      |
| Lushnja               | Lushnjë     | Stadiumi Roza Haxhiu     | 6.700      |
| Mamurrasi             | Mamurrasi   | Stadiumi Mamurrasi       | 1.000      |
| Partizani Tiranë      | Tiranë      | Stadiumi Selman Stërmasi | 12.724     |
| Pogradeci             | Pogradec    | Stadiumi Gjorgji Kyçyku  | 6.000      |
| Tërbuni Pukë          | Pukë        | Stadiumi Ismail Xhemali  | 1.000      |
| Tomori Berat          | Berat       | Stadiumi Jani Kosta      | 12.000     |
| Vlora                 | Vlorë       | Stadiumi Flamurtari      | 8.200      |

## Tabela do Campeonato
| Tabela de classificação | Tabela de classificação | Tabela de classificação | Tabela de classificação | Tabela de classificação | Tabela de classificação | Tabela de classificação | Tabela de classificação | Tabela de classificação | Tabela de classificação | Tabela de classificação | Tabela de classificação |
| Time | Time                    | PG                      | J                       | V                       | E                       | D                       | GP                      | GC                      | SG                      |                         |                         |
| --- | ----------------------- | ----------------------- | ----------------------- | ----------------------- | ----------------------- | ----------------------- | ----------------------- | ----------------------- | ----------------------- | ----------------------- | ----------------------- |
| 1 | Pogradeci               | 37                      | 15                      | 12                      | 1                       | 2                       | 25                      | 10                      | +15                     |                         |                         |
| 2 | Kamza                   | 32                      | 15                      | 9                       | 5                       | 1                       | 22                      | 9                       | +13                     |                         |                         |
| 3 | Apolonia Fier           | 30                      | 15                      | 9                       | 3                       | 3                       | 26                      | 14                      | +12                     |                         |                         |
| 4 | Tomori Berat            | 29                      | 15                      | 9                       | 2                       | 4                       | 27                      | 14                      | +13                     |                         |                         |
| 5 | Mamurrasi               | 23                      | 15                      | 7                       | 2                       | 6                       | 11                      | 10                      | +1                      |                         |                         |
| 6 | Lushnja                 | 22                      | 15                      | 7                       | 1                       | 7                       | 22                      | 11                      | +11                     |                         |                         |
| 7 | Gramozi Ersekë          | 22                      | 14                      | 7                       | 1                       | 6                       | 19                      | 23                      | -4                      |                         |                         |
| 8 | Besëlidhja Lezhë        | 21                      | 14                      | 5                       | 6                       | 3                       | 18                      | 10                      | +8                      |                         |                         |
| 9 | Luftëtari Gjirokastër   | 19                      | 15                      | 5                       | 4                       | 6                       | 8                       | 14                      | -6                      |                         |                         |
| 10 | Bilisht Sporti          | 17                      | 15                      | 5                       | 2                       | 8                       | 21                      | 35                      | -14                     |                         |                         |
| 11 | Vlora                   | 16                      | 15                      | 4                       | 4                       | 7                       | 17                      | 19                      | -2                      |                         |                         |
| 12 | Burreli                 | 16                      | 15                      | 4                       | 4                       | 7                       | 13                      | 15                      | -2                      |                         |                         |
| 13 | Tërbuni Pukë            | 15                      | 14                      | 4                       | 3                       | 7                       | 13                      | 23                      | -10                     |                         |                         |
| 14 | Partizani Tiranë        | 12                      | 15                      | 3                       | 3                       | 9                       | 9                       | 19                      | -10                     |                         |                         |
| 15 | Ada Velipojë            | 10                      | 14                      | 3                       | 1                       | 10                      | 15                      | 26                      | -9                      |                         |                         |
| 16 | Gramshi                 | 10                      | 15                      | 2                       | 4                       | 9                       | 10                      | 24                      | -14                     |                         |                         |
| PG – pontos ganhos; J – jogos disputados; V - vitórias; E - empates; D - derrotas; GP – gols pró; GC – gols contra; SG – saldo de gols; |                         |                         |                         |                         |                         |                         |                         |                         |                         |                         |                         |

Classificação
|  |                                                    |
|  | Promoção direta para a Kategoria Superiore 2011-12 |
|  | Classificado para os playoffs para a promoção      |
|  | Rebaixamento à Kategoria e Dytë 2011-12            |

Atualizado em 26 de Setembro de 2010
Fonte:Soccerway.com
Nota: O campeão da Copa da Albânia irá para a Segunda Pré-Eliminatória da UEFA Europa League

## Confrontos

### Primeiro e Segundo Turno
|            | ADA | APO | BES | BIL | BUR | GRZ | GRM | KAM | LUF | LUS | MAM | PAR | POG | TËR | TOM | VLO |
| ---------- | --- | --- | --- | --- | --- | --- | --- | --- | --- | --- | --- | --- | --- | --- | --- | --- |
| Ada        | —   | 2-3 | 2-3 |     | 2-1 |     |     | 1-3 |     | 1-0 |     |     | 1-2 | 2-1 |     |     |
| Apolonia   |     | —   |     | 5-1 | 1-0 | 3-0 |     |     |     | 1-0 | 2-1 | 4-0 |     | 1-0 |     | 2-1 |
| Besëlidhja |     | 1-1 | —   | 4-0 |     |     | 4-0 | 2-2 |     |     |     | 1-0 | 0-0 |     | 3-1 |     |
| Bilisht    | 2-0 |     |     | —   | 2-2 |     | 1-0 | 1-2 | 1-0 |     | 3-2 |     |     | 5-1 |     | 2-2 |
| Burreli    |     |     | 0-0 |     | —   |     | 3-1 |     |     | 1-0 |     | 1-0 | 1-2 | 2-0 | 1-1 |     |
| Gramozi    |     |     | 2-0 | 3-0 | 2-1 | —   |     | 2-2 | 1-0 |     |     |     |     |     | 2-1 | 5-3 |
| Gramshi    | 2-0 | 1-1 |     |     |     | 0-1 | —   | 1-1 |     |     |     | 3-1 |     | 2-3 | 0-3 | 0-0 |
| Kamza      |     | 1-1 |     |     | 2-0 |     |     | —   | 2-0 | 1-0 | 1-0 | 2-0 |     |     | 2-0 | 1-0 |
| Luftëtari  | 2-1 | 2-1 | 0-0 |     | 1-0 |     | 0-0 |     | —   |     | 0-0 |     | 1-0 |     |     | 0-0 |
| Lushnja    |     |     | 1-0 | 3-0 |     | 5-0 | 3-0 |     | 4-0 | —   | 1-0 |     |     |     | 1-2 |     |
| Mamurrasi  | 1-0 |     | 0-0 |     | 1-0 | 1-0 | 1-0 |     |     |     | —   |     | 0-1 | 2-1 |     |     |
| Partizani  | 2-2 |     |     | 2-0 |     | 2-0 |     |     | 1-2 | 0-2 | 0-1 | —   |     |     |     | 1-0 |
| Pogradeci  |     | 1-0 |     | 3-1 |     | 4-1 | 2-0 | 1-0 |     | 2-0 |     | 1-0 | —   | 2-0 |     |     |
| Tërbuni    |     |     |     |     |     | 1-0 |     | 0-0 | 1-0 | 2-2 |     | 0-0 |     | —   | 1-0 |     |
| Tomori     | 2-0 | 2-0 |     | 6-1 |     |     |     |     | 2-0 |     | 1-0 | 0-0 | 4-2 |     | —   |     |
| Vlora      | 2-1 |     | 1-0 |     | 0-0 |     |     |     |     | 1-0 | 0-1 |     | 1-2 | 5-2 | 1-2 | —   |